# Giuseppe Pardini (ciclista)
Giuseppe Pardini (Bientina, 21 marzo 1936) è un ex ciclista su strada italiano.
Professionista dal 1958 al 1965, ottenne quattro successi tra i professionisti, tra cui un Trofeo Matteotti (nella categoria dilettanti) e una Coppa Sabatini; in carriera fu inoltre gregario di Ernesto Bono, Roberto Poggiali e Franco Cribiori.

## Palmarès
- 1959

Coppa Sabatini
- 1960

10a tappa Giro del Portogallo
- 1961

GP Ceramisti

## Piazzamenti

### Grandi Giri
- Giro d'Italia

1961: ritirato
- Tour de France

1959: ritirato
1961: ritirato